# Улица Аглонас (Рига)
Улица Аглонас (латыш. Aglonas iela) — улица в Латгальском предместье города Риги, в историческом районе Кенгарагс. Пролегает в юго-восточном направлении от перекрёстка улиц Маскавас и Прушу до улицы Плосту, продолжаясь далее как улица Авиацияс.

## История
Улица Аглонас была проложена в 1936 году. Названа в честь населённого пункта Аглона, важного католического центра на востоке Латвии. Переименований улицы не было, но в первых документах её название указано как Aglūnas iela.
Первоначально улица Аглонас доходила до улицы Расас, однако в последующем, в ходе многоэтажной застройки, трасса улицы была несколько изменена.
В начале улицы, у бывшего кинотеатра «Москва», расположен сквер, где установлена скульптура Арты Думпе «Молодость» (1976).

## Транспорт
Общая длина улицы Аглонас составляет 1621 метр. Проезжая часть улицы прерывается пешеходными участками в двух местах: между улицами Извалтас и Рушону и в районе улицы Булту. Улица Аглонас почти на всём протяжении асфальтирована, разрешено движение в обоих направлениях. Имеет статус пешеходной зоны, средняя ширина проезжей части — около 6 метров.
Общественный транспорт по улице не курсирует, но на улице Маскавас имеется одноимённая остановка.

## Застройка
Основу застройки улицы Аглонас составляют частные дома середины XX века и типовые многоквартирные дома 1960-х годов. Чётная сторона улицы почти на всём протяжении относится к микрорайону Кенгарагс-2; нечётная — к микрорайонам Кенгарагс-2А и 3А. Дальняя часть улицы (за улицей Булту) проходит по территории бывшего Румбульского военного городка (микрорайон Кенгарагс-3Б).
- Дом № 4b — отдел ЗАГС Латгальского предместья города Риги[5].
- Дом № 6 — бывшее здание АТС-25/26 (1967), в настоящее время — один из корпусов медицинского центра MFD.
- Дом № 35 k-1…k-3 — бывшие общежития Рижского треста крупнопанельного домостроения со столовой и культурным центром. В настоящее время в корпусе 35/3 находится докторат «Аглонас» медицинского центра MFD[6].
- Дом № 39 — отделение детско-юношеского центра «Daugmale»[латыш.]. Ранее в здании размещались детская библиотека и домоуправление[2].
- Дом № 57 — первоначально 11-я железнодорожная средняя школа (1958, архитектор М. Александров), впоследствии 4-я Рижская школа-интернат, в настоящее время — Рижская Даугавская основная школа (для детей с отклонениями психического развития)[7].

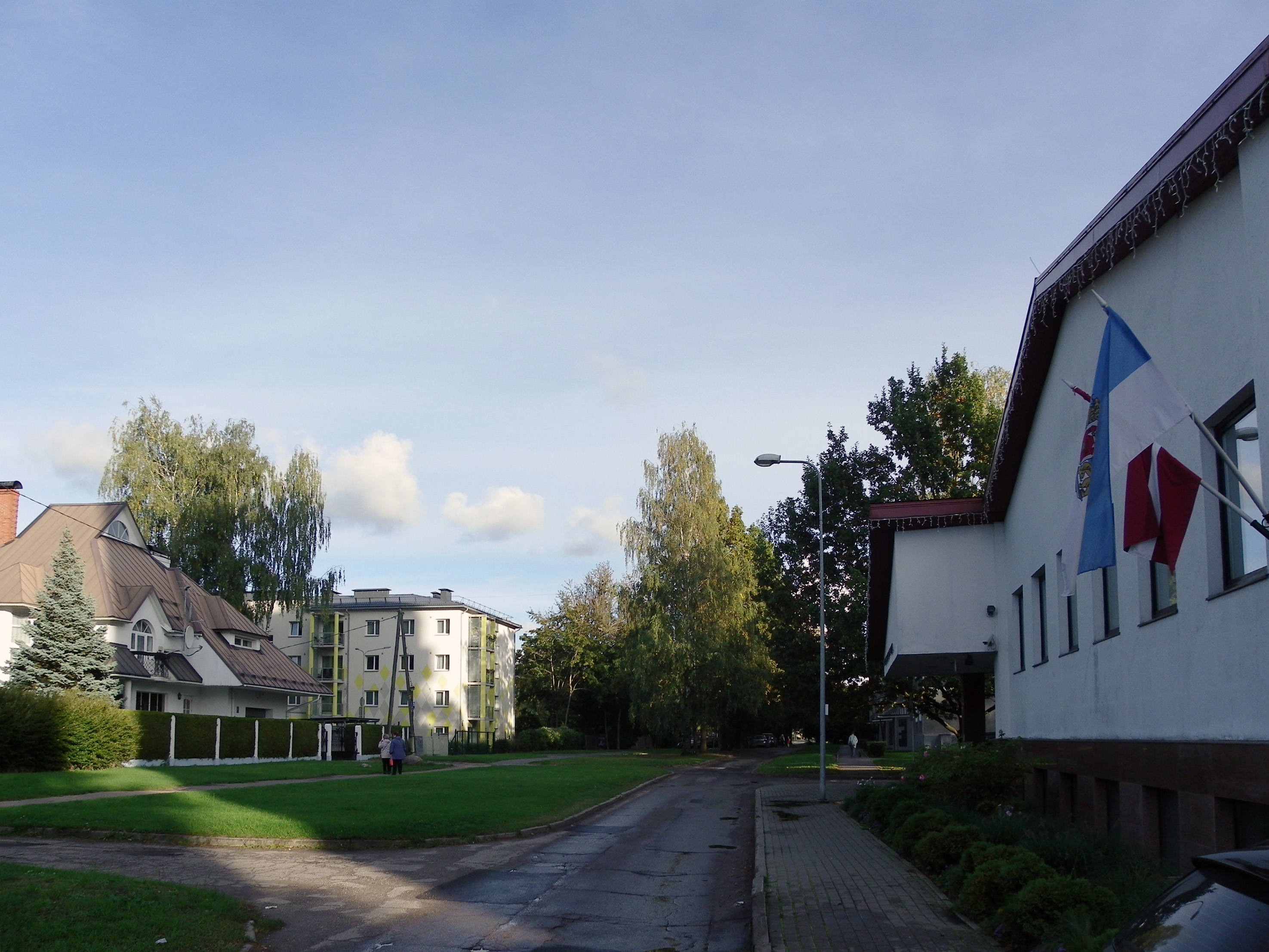
Тупиковая часть улицы у ЗАГСа
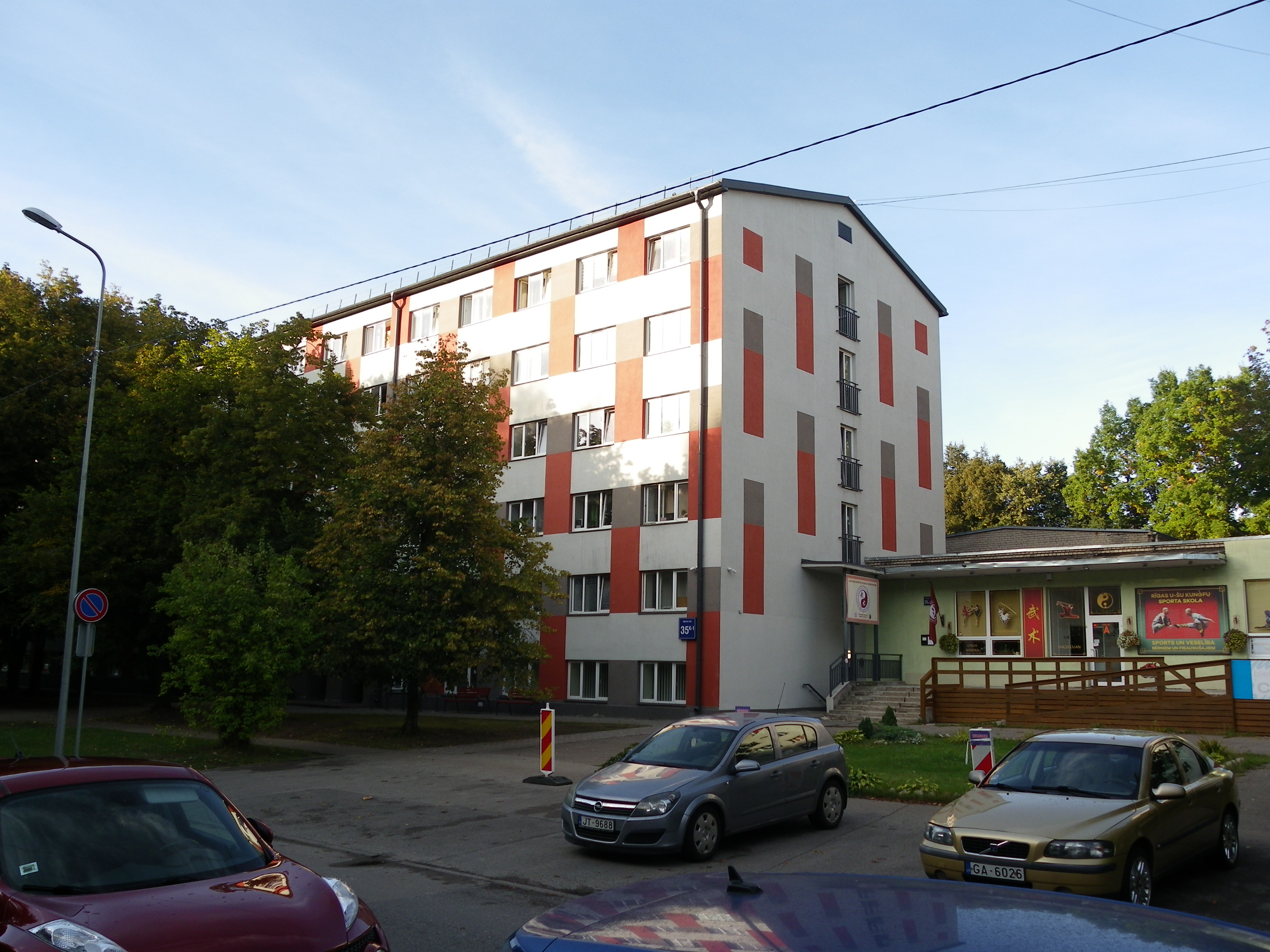
Дом № 35
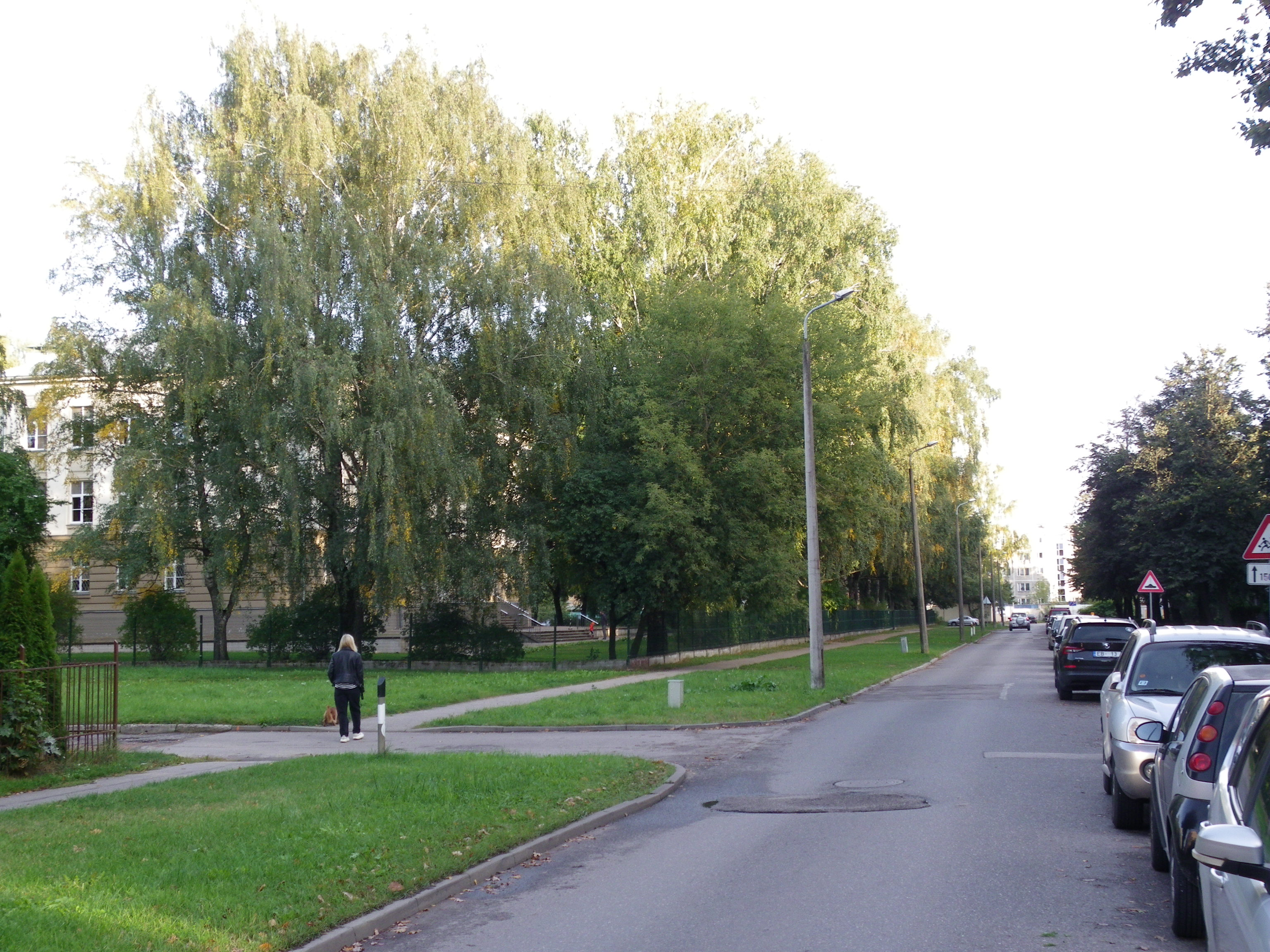
Улица у Даугавской школы

## Прилегающие улицы
Улица Аглонас пересекается со следующими улицами:
- улица Маскавас
- улица Прушу
- улица Извалтас
- улица Рушону
- улица Линавас
- улица Малнавас
- улица Булту
- улица Эглайнес
- улица Плосту